# Piero Pino
Piero Pino (Trieste, 9 aprile 1921 – Milano, 9 luglio 1989) è stato un chimico italiano.

## Biografia
Agli inizi degli anni 1950 fu stretto collaboratore di Giulio Natta al Politecnico di Milano.
Dal 1955 al 1967 fu docente all'Università di Pisa dove svolse studi nel campo della polimerizzazione stereospecifica per chiarire la relazione tra la stereoregolarità delle macromolecole e la loro attività ottica.
Dal 1968 divenne professore del politecnico di Zurigo dove studiò la catalisi omogenea per la sintesi di macromolecole diventando tra i più importanti luminari in quel campo.
Nel 1981, per i suoi meriti di studioso, l'Accademia Nazionale dei Lincei gli ha conferito il Premio Feltrinelli.